# دی‌کلروفلورسئین
دی‌کلروفلورسئین (به انگلیسی: Dichlorofluorescein) یک ترکیب شیمیایی با شناسه پاب‌کم ۶۴۹۴۴ است. 